# Міо, мій Міо
«Міо, мій Міо» (швед. «Mio min Mio») — шведсько-норвезько-радянський пригодницький фільм 1987 року. Режисер — Володимир Грамматиков.
Зйомки фільму проводились в Україні (Крим), у Великій Британії та Швеції. Фільм вийшов у європейський прокат у 1987 році, а в американський — у 1988. Центральну музичну тему фільму написали два колишні члени групи «ABBA» Бенні Андерссон та Бйорн Ульвеус, а виконана вона була шведським дуетом «Gemini» (соло Карін Гленмарк).

## Сюжет
Дев'ятирічний Боссе живе в Стокгольмі разом з прийомними батьками. Одного разу за допомогою казкового духу хлопчик потрапляє в чарівну країну Бажану. Тепер він — юний принц Міо, покликаний врятувати її від сил зла, а король цієї країни — його батько. Зі своїм другом Юм-Юмом вони викликають на поєдинок страшного і могутнього лицаря Като.

## У ролях
| Актор                | Роль          |
| -------------------- | ------------- |
| Нік Пікард           | Міо / Боссе   |
| Крістіан Бейл        | Юм-Юм / Бенке |
| Тімоті Боттомс       | король        |
| Сюзанна Йорк         | ткаля         |
| Крістофер Лі         | Като          |
| Сверре Анкер Оусдаль | коваль        |
| Ігор Ясулович        | Ено           |
| Гунілла Нюрос        | тітка Една    |
| Лінн Стокке          | місіс Лундін  |
| Стіг Енгстром        | батько Бенк   |
| Джеффрі Стейнс       | Дух           |